# Capitulación de Vilafranca

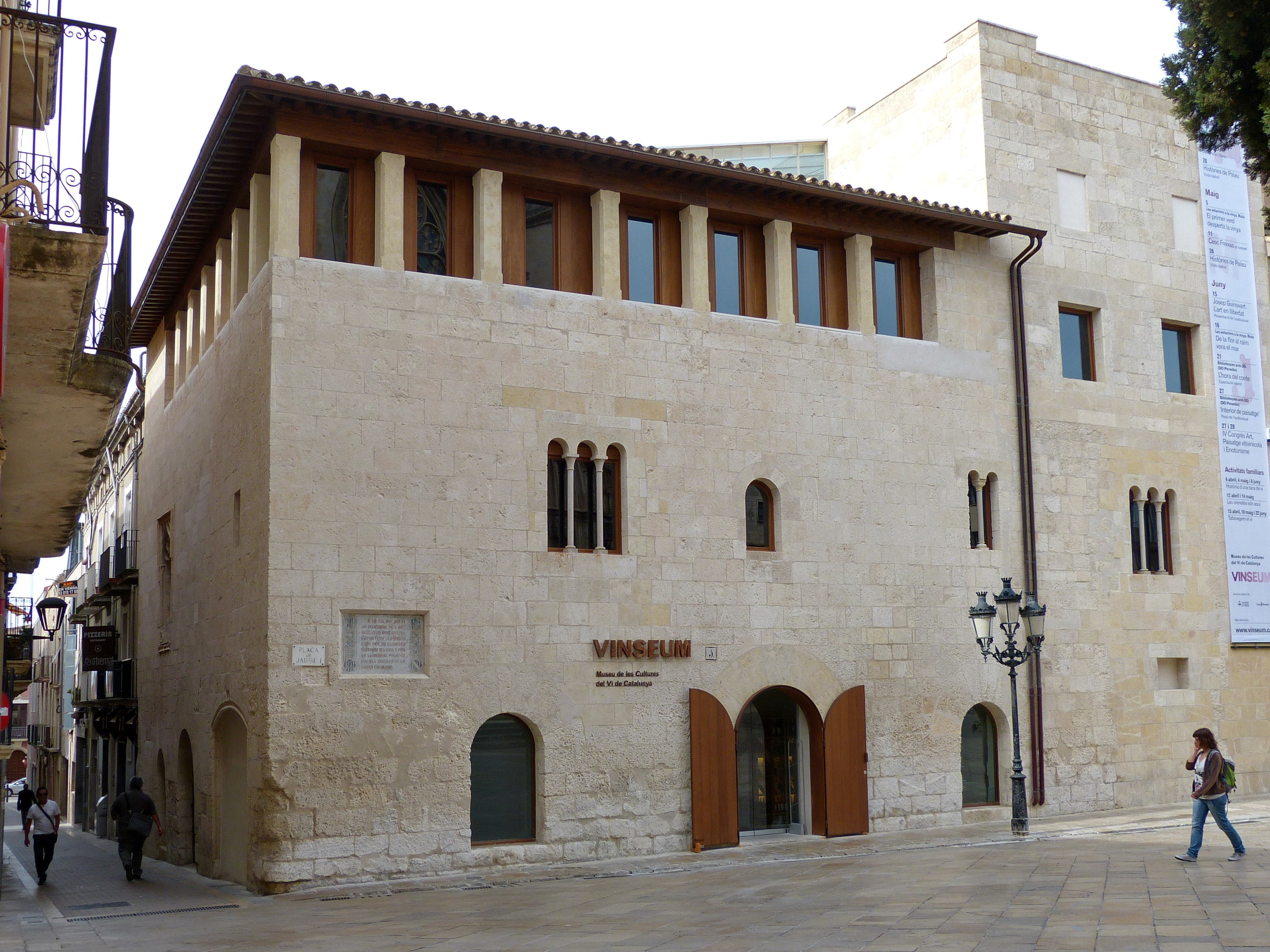
Palacio Real de Villafranca del Panadés, restaurado en 2012.

La capitulación de Vilafranca o concordia de Vilafranca fue un tratado firmado el 21 de junio de 1461 en Villafranca del Panadés entre la reina Juana Enríquez en representación de su marido el rey Juan II de Aragón y los delegados designados por la Diputación General de Cataluña por el que la monarquía aceptaba prácticamente todas las reivindicaciones de las instituciones del Principado de Cataluña sublevadas, encabezadas por el recién creado Consejo del Principado, lo que suponía el triunfo de la revolución catalana de 1460-1461. Según Jaume Vicens Vives, la Capitulación de Villafranca constituye una «pieza capital en la historia del “pactismo” catalán y del derecho constitucional moderno», y para Carme Batlle es un «punto culminante del pactismo catalán». Nació así un «nuevo orden constitucional» en Cataluña, concluye esta historiadora. Por otro lado, como ha destacado Agustín Rubio Vela, la capitulación «suponía de hecho una alteración del statu quo territorial de la monarquía en beneficio de Cataluña», por lo que «aragoneses y valencianos habían de estar en desacuerdo».
La Capitulación de Vilafranca estuvo vigente hasta 1472 en que fue derogada por la Capitulación de Pedralbes que puso fin a la Guerra Civil Catalana de 1462-1472.

## Antecedentes
El 25 de febrero de 1461 el rey Juan II de Aragón puso en libertad a su hijo mayor el príncipe Carlos de Viana a quien había ordenado detener en diciembre del año anterior acusado de conspirar contra su persona. El rey se había visto obligado a tomar esta decisión ante la amenaza que representaba el ejército reclutado por la Diputación del General de Cataluña, a cuyo frente estaba el conde de Módica, que desde Barcelona se había dirigido hacia Fraga, camino de Zaragoza donde se encontraba el rey Juan II. En su decisión también influyó el temor a que se produjera una ofensiva castellana a favor de los beaumonteses, defensores de la causa del príncipe de Viana y que estaban ganando posiciones en el reino de Navarra del que Juan II también era rey. «La monarquía capitula, en desastrosas condiciones, ante el levantamiento de Cataluña», sentencia Jaume Vicens Vives. La claudicación quedará rubricada cuatro meses después con la firma de la Capitulación de Vilafranca. Como ha señalado Carme Batlle, «Juan II tuvo que claudicar, primero liberando a su hijo y después en la negociación de un cambio político en Cataluña, porque se había identificado la liberación [de Carlos de Viana] con la defensa de las leyes de la tierra. Este era el punto clave».

## Contenido
Las negociaciones de Villafranca del Panadés se iniciaron el 2 de abril de 1461 entre los representantes de la Diputación del General ―nobles, eclesiásticos y burgueses― y la esposa del rey Juana Enríquez, que había acompañado a Carlos de Viana en su apoteósico retorno a Barcelona ―donde fue recibido el 12 de marzo «no como un hombre, sino como un símbolo»― y cuya entrada en la ciudad le había sido negada para gran sorpresa de ella. Concluyeron el 21 de junio con la firma de la Concordia de Vilafranca que, según Jaume Vicens Vives, «cerró el ciclo del primer alzamiento catalán con un triunfo en toda línea de los objetivos perseguidos por éste».
En efecto, la monarquía tuvo que ceder prácticamente en todo lo que demandaban las instituciones catalanas sublevadas. El rey no sólo aceptó la legalidad de la actuación de éstas desde la constitución de la «comisión de Cortes» del 5 de diciembre de 1460, con lo que reconocía su autoridad incluida la del recién creado Consell representant lo Principat de Catalunya, sino que se vio obligado a remover a todas las autoridades reales en Cataluña nombradas por él, confirmando con ello la destitución del gobernador general de Cataluña Requesens decretada por los sublevados. Más importante incluso fue su reconocimiento de que a partir de la Concordia las autoridades reales pasarían a depender económicamente de las instituciones catalanas y no de la corona, exigiéndoseles ser naturales de Cataluña o llevar residiendo en ella más de diez años y estando obligados además a jurar las constituciones catalanas. Asimismo ni el rey ni su primogénito podrían iniciar procedimientos civiles y penales sin el refrendo de las instituciones catalanas, a lo que se añadía la norma de que el rey no podría entrar en Cataluña si el permiso de aquellas. La máxima autoridad en Cataluña pasaba al primogénito ―al príncipe de Viana y si moría este a su hermanastro el infante Fernando― que era nombrado lugarteniente general, perpetuo e irrevocable del Principado, convertido en «un otro vos», en referencia al rey. El primogénito-lugarteniente quedaba convertido así en el jefe del poder ejecutivo en Cataluña, aunque no podía convocar Cortes ni nombrar a los oficiales reales, potestades que correspondían al rey aunque sus posibilidades de actuación eran prácticamente nulas, debido a su prohibición de entrar en Cataluña sin el consentimiento de sus instituciones y a los enormes poderes administrativos, judiciales y financieros que en la Concordia se atribuían al Consejo del Principado, «extraño organismo», en palabras de Vicens Vives, que sólo respondía ante las Cortes catalanas, convirtiéndose así en una especie de Superdiputadción del General. Vicens Vives concluye que «el “pactismo” remataba, pues, en una concepción oligárquica liberal de la cosa pública al estilo de ciertas señorías italianas», aunque añade que «esta solución de equilibrio no era viable» y «el choque entre la autoridad real y el “pactismo” oligárquico no tardaría en producirse, a favor de las circunstancias creadas, precisamente, por la muerte del príncipe de Viana».
Carmen Batlle ha señalado que con la Capitulación de Vilafranca «la oligarquía instauraba un sistema constitucional: el rey no podía entrar en Cataluña sin permiso de la Diputación del General y el príncipe se convertía en su lugarteniente aquí, con todo el poder ejecutivo en sus manos». Esta historiadora concluye que con la Capitulación de Vilafranca «Cataluña quedaba en manos de la oligarquía nobiliaria y urbana que actuaría contra el campesinado y los intereses de la pequeña burguesía siendo el príncipe de Viana una mera figura representativa». Sobre él Carme Batlle dice que «si bien se manifestó resuelto y valeroso en defensa de sus derechos en Navarra, generoso y desinteresado en Sicilia, en Cataluña resultó más sumiso y humilde, acaso por hallarse ya gravemente enfermo. Su personalidad no fue la de un político de talla, ni de un hombre de acción, sino la de un humanista que cultivó la música, la poesía y escribió una obra histórica, la Crónica de Navarra».
En cuanto al reconocimiento efectivo de Carlos de Viana como «primogénito» de la Corona de Aragón era necesario que las Cortes de cada uno de sus estados así lo aprobaran pero como su convocatoria la Capitulación la reservó al rey aquel no se produjo nunca. Así, como ha señalado José María Lacarra siguiendo a Jaume Vicens Vives, «mediante un hábil juego de palabras, lo que Juan II había dado con una mano, lo quitaba con la otra». Y por otro lado, «la lugartenencia de Cataluña de nada le sirvió [a Carlos de Viana] para alcanzar aquello por lo que venía batallando desde hacía veinte años: la corona de Navarra».

## Consecuencias
El 24 de junio, sólo tres días después de la firma de la Concordia de Vilafranca, se celebró en la catedral de Barcelona la solemne proclamación de don Carlos de Viana como Lugarteniente General de Cataluña. Poco después don Carlos convocó a las Cortes Catalanas para que lo reconocieran como primogénito, siguiendo lo acordado en la Concordia en cuyo capítulo XI se establecía que «fuera jurado primogénito por todos los reinos y tierras vasallos de Su Majestad», pero él carecía de esa potestad pues según lo estipulado en la propia Concordia la convocatoria de cortes correspondía exclusivamente al rey, como en seguida le recordó su padre Juan II en cuanto tuvo noticia de la misma. Pero las instituciones catalanas se pusieron de parte de don Carlos y el 31 de julio fue reconocida ilegalmente su primogenitura. Sin embargo el conflicto quedó solventado dos meses después ya que el 23 de septiembre de 1461 moría en Barcelona el príncipe de Viana.
La noticia de la muerte de Carlos de Viana causó una honda conmoción en Barcelona, convirtiéndole en un mito dotado de poderes casi milagrosos ―«sant Karles de Catalunya», en el decir popular―, como se puede comprobar en la forma en que los diputados del General, en palabras del escribano Bartomeu Sellent, expresaron su pesar por el fallecimiento del «primogénito»:

¡Oh, cuánta gloria es para el señor rey haber tenido tal hijo en la tierra y ahora en el cielo celestial! ‘Oh, bienaventurada Cataluña, que ha sido merecedora, por la clemencia y bondad divina, de haber cohabitado entre los catalanes y dejado su cuerpo entre ellos tal señor! ¡Oh, contentísimos ánimos de aquellos que, con una buena y recta intención, han servido a dicho señor primogénito, cuyos méritos y plegarias obtendrán para sus devotos, como indudablemente se cree, gracia y bendición divina en este mundo y gloria perpetua en el otro!